# ブロドニキ
ブロドニキ（ロシア語: Бродники、ルーマニア語: Brodnici）とは、12世紀 - 13世紀のアゾフ海沿岸（ドン川下流、ドニエストル川下流）から現ルーマニア北西部にかけての一帯に住んでいた人々（民族的には雑多）を指す言葉である。

## 居住地と民族性
ブロドニキの一部は、南でヴラフ人に接する、後にモルダヴィア公国(ru)が成立する地域（現モルドバを含む一帯）、現ウクライナ・ブジャク地方の北西部、現ルーマニアのヴランチャ県・ガラツィ県南部等に居住していた。さらにはおそらく、ドニエストル川からドニエプル川間の海岸地帯にも居住していたと考えられる。
ブロドニキは自身に関する遺物や文字を遺しておらず、それがブロドニキの民族的認証を困難にさせているが、ブロドニキはテュルク系民族・スラヴ系民族を起源とすることが確定的である。また、ハザール人、ブルガール人の後裔や、後世にはオグズ族もブロドニキに含まれていたと考えられる。なお、ビザンツ帝国の歴史家ニケタス・コニアテスの1190年の著述の中では、ブロドニキはタウロイの一分枝であるとされている。

## 史料上の言及
ルーシの史料では、ブロドニキはレートピシ（ルーシの年代記）上にしばしば言及されている。ブロドニキはルーシ諸公同士や、ルーシ諸公とポロヴェツ族、あるいはルーシ諸公とタタール人との戦いに参加した。1223年のカルカ河畔の戦いでは、プロスクィニャ(ru)を長とするブロドニキの一軍が、ルーシ・ポロヴェツ連合から離反し、モンゴル帝国軍に付いている。また、『イーゴリ軍記』中に言及される「デレメーラ」（浅瀬の人々、を意味するテュルク語のdärmälに拠る）は、おそらくブロドニキを指している。
西欧の史料では、ブロドニキの居住地について、クマン人、ルーシ人、ブルガール人と国境を接していると述べている。たとえば、ローマ教皇グレゴリウス9世の1227年の書簡中には「in Cumania et Brodnic terra illae vicina, de cuius gentis conversione speratur, legationis officium tibi committere dignaremur…」という文がある。また、ハンガリー王ベーラ4世は1250年に、ローマ教皇に、タタール人がブロドニキを含むハンガリーの東の隣人を征服したということを伝えている。なお、同じくベーラ4世の1254年の書信では、西欧の史料で頻繁に、正教徒と異教徒（キリスト教から見た）を等しくそのように称することがあるように、ブロドニキとルーシの人々を異教徒(ru)と呼んでいる。ブロドニキの居住地が現モルドバの何処かの一部を占めていたことは明らかである。
13世紀以降の史料からは、ブロドニキに関して読み取ることはできない。なお、ブロドニキはスラヴ人社会の中に融合しつつも、民族的組織を形成できずに、初期のコサック部隊に参加したという仮説がある。